# Loo- en Drostendiep
Waterschap Loo- en Drostendiep werd opgericht in 1958 en besloeg ongeveer 30.800 ha. Het waterschap is ontstaan uit de waterschappen Waterschap Zwinderen, Waterschap Drostendiep, Waterschap Oosterstroom, Waterschap De Laak, Waterschap De Delften, Waterschap Sleenerstroom, Waterschap De Broeklanden, Waterschap De Marsstroom, Waterschap De Aalderstroom, Waterschap De Westerstroom, Waterschap De Oshaarse Ruimsloot, Waterschap De Koksgrup, Waterschap Geeserstroom, Waterschap Het Loodiep, Waterschap Groote Ruimsloot, Waterschap Daalerveen, Waterschap De Kleine Vecht, Waterschap Kibbelveen, Waterschap De Proefpolder, Waterschap Het Boerpad en Waterschap De Klinkenvlier, Heege en Mars.
Het waterschap Loo- en Drostendiep is in 1994 gefuseerd met Waterschap Bargerbeek tot Waterschap 't Suydeveld. Dit waterschap is op zijn beurt in 2000 is gefuseerd met het Overijsselse waterschap De Vechtlanden tot Velt en Vecht. De tegenwoordige waterbeheerder van het gebied is, na de fusie van Velt en Vecht met Regge en Dinkel in 2014 het waterschap Vechtstromen.